# 百官名
百官名（日语：／〔〕 Hyakkan-na */?）是日本古代通称的一种，一般源自该人物本人、父母，或家族曾担任过的官职，但室町时代以后也存在将自己或家人从未担任过的官职或东百官中的官职当作自己百官名的情况（如宫本武藏）。此外，日本古代上流社会中的女性也常常使用百官名作为自己的通称（如紫式部的“式部”）。
常见的百官名包括式部（源自式部省）、大学（源自大学寮）、刑部（源自刑部省）、主水（源自主水司）、弹正（源自弹正台），以及修理（源自修理职）等等。

## 例子
- 松永弹正（松永久秀）
- 岛左近
- 高山右近
- 宫本武藏
- 紫式部